# Melanargia sakaria
Melanargia sakaria är en fjärilsart som beskrevs av Hans Fruhstorfer 1910. Melanargia sakaria ingår i släktet Melanargia och familjen praktfjärilar. Inga underarter finns listade i Catalogue of Life.